# Pogrom de Lwów de 1914
Le pogrom de Lwów (polonais : pogrom lwowski, allemand : Lemberger Pogrom) était un pogrom visant la population juive de la ville de Lwów (depuis 1945, Lviv, Ukraine), qui a eu lieu le 27 septembre 1914, pendant la Première Guerre mondiale. À la suite d'un vol signalé ou de tirs impliquant l'armée impériale russe dans le quartier juif de Lviv, des cosaques russes ont attaqué des civils juifs à proximité, ce qui a entraîné la mort d'environ 40 civils et un certain nombre de blessés. À la suite de ces événements, aucun cosaque n'a été jugé en cour martiale, mais plusieurs Juifs ont été arrêtés et relâchés peu de temps après.